# Глибоке (Маріупольський район)
Глибо́ке — село (до 2011 року — селище) Мангушської селищної громади Маріупольського району Донецької області.

## Загальні відомості
Розташоване за 132 км від обласного центру. Відстань до центру громади становить близько 18 км і проходить автошляхом місцевого значення. Населення 116 чоловік (2001).

## Населення
За даними перепису 2001 року населення села становило 116 осіб, із них 18,1 % зазначили рідною мову українську та 81,9 % — російську.